# براون

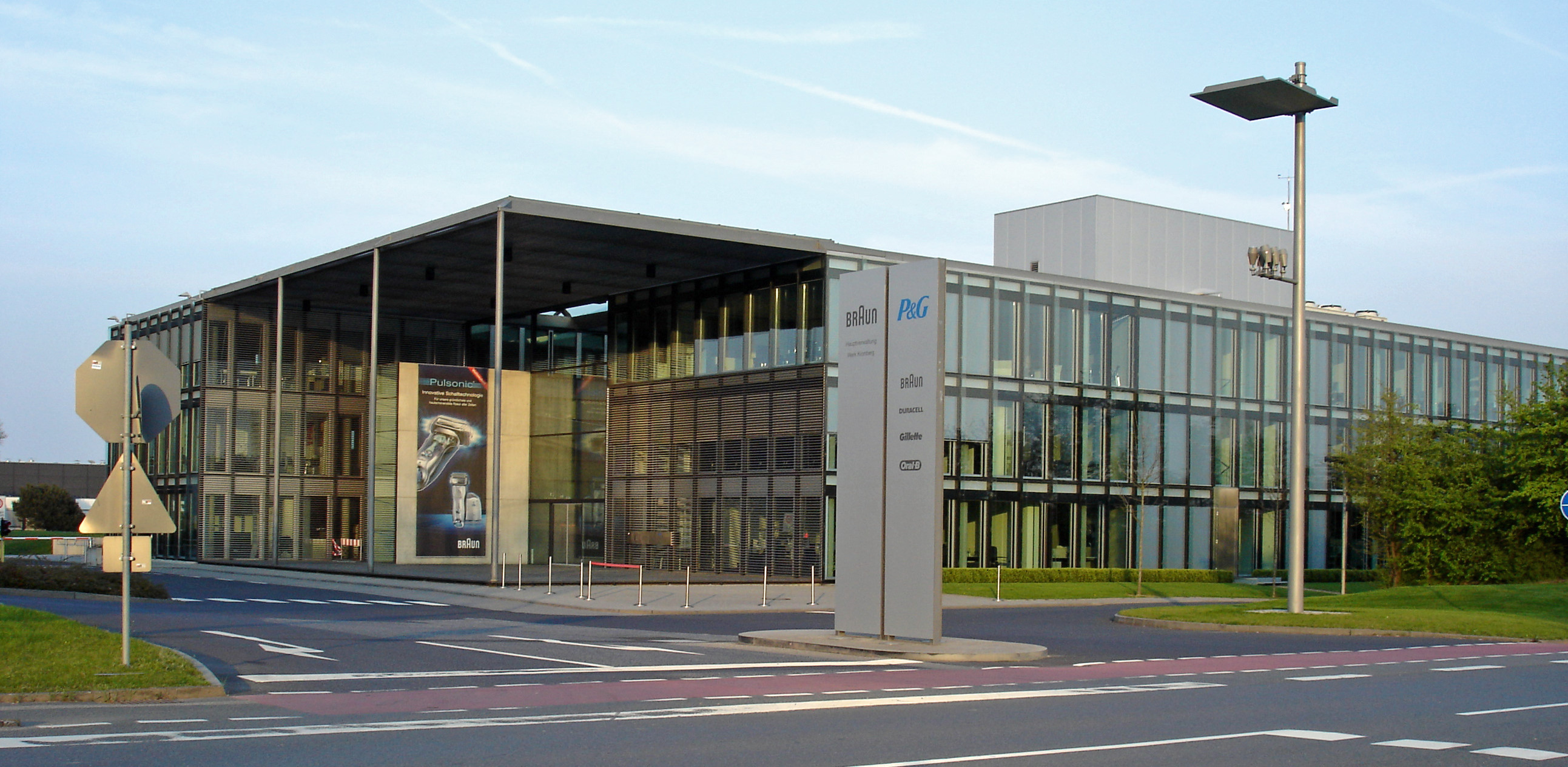
ساختمان مرکزی براون، در کرونبرگ ایم تانوس

براون، (به آلمانی: Braun)، نام شرکتی است که در تولید وسایل الکتریکی فعال و برندی جهانی است. این شرکت در سال ۱۹۲۱ توسط مکس براون و در شهر فرانکفورت، آلمان بنیان گذاشته شد.
سپس در سال ۱۹۶۷ توسط شرکت ژیلت خریداری گردید. اکنون شرکت براون، از شرکت‌های زیرمجموعه پروکتر اند گمبل محسوب می‌شود. دفتر مرکزی شرکت براون، در شهر کرونبرگ ایم تانوس، آلمان قرار دارد.

## نگارخانه

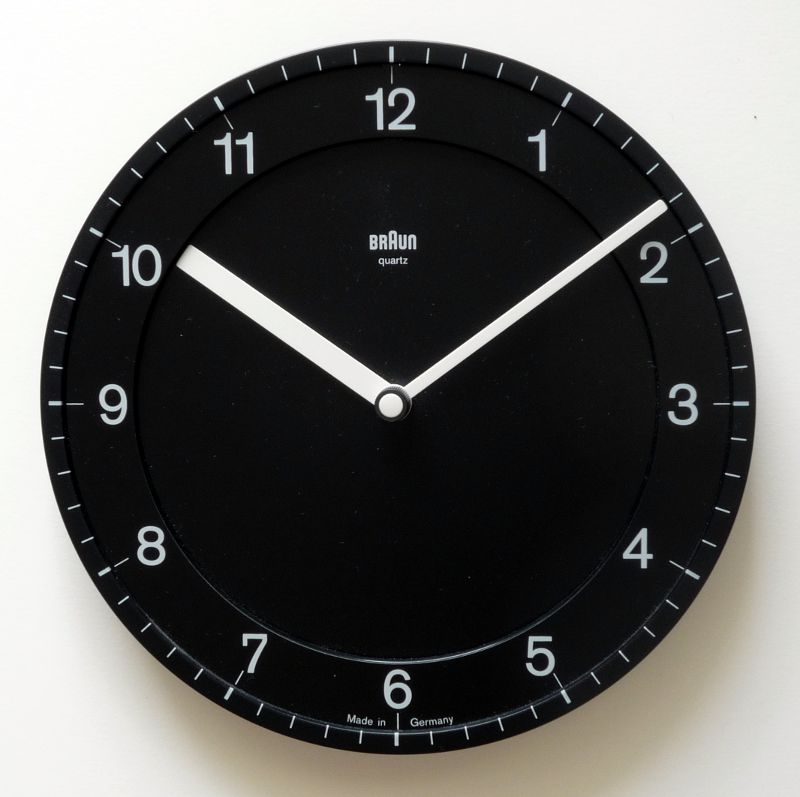
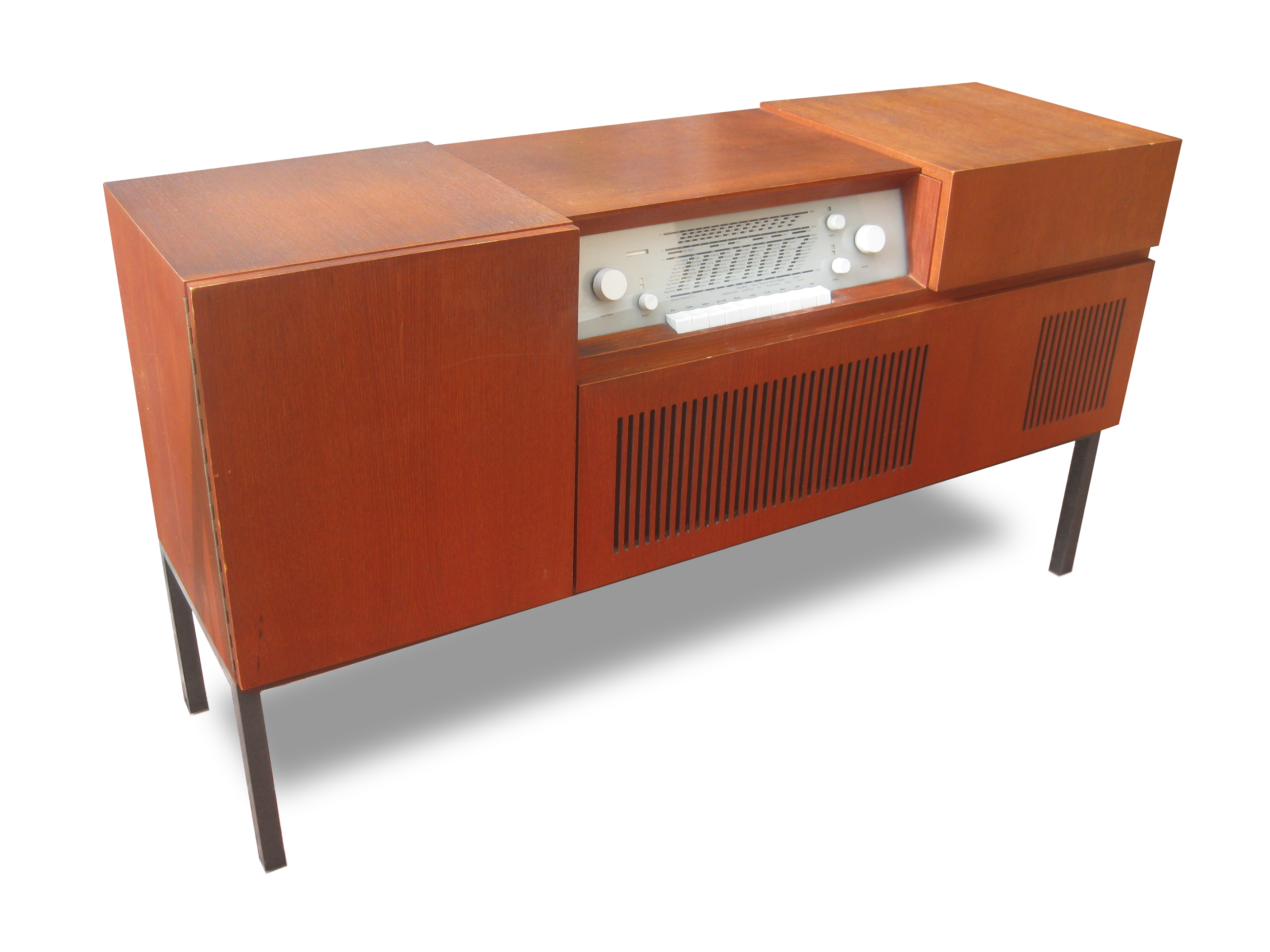
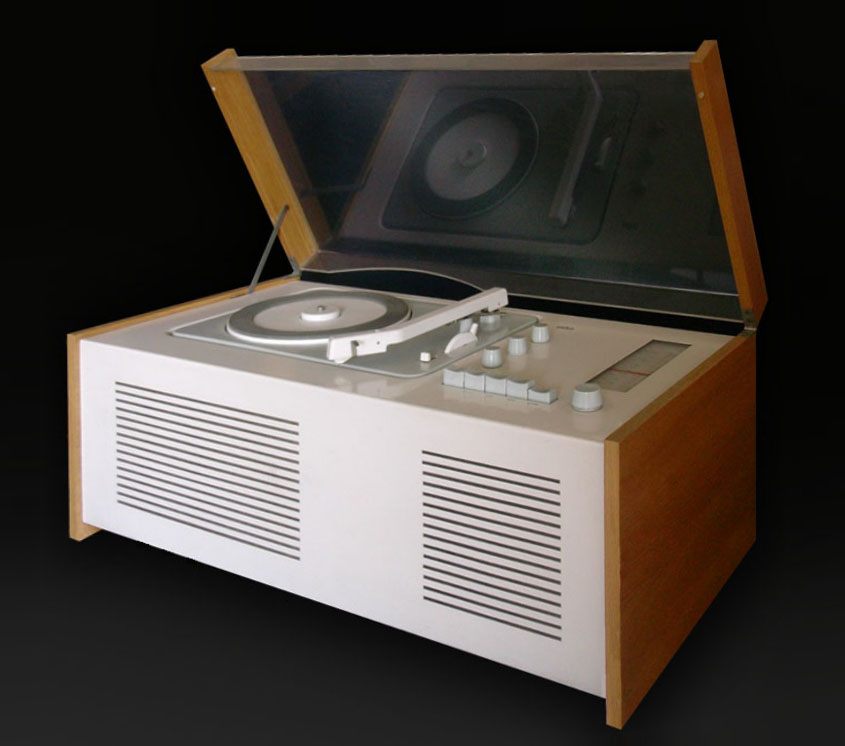
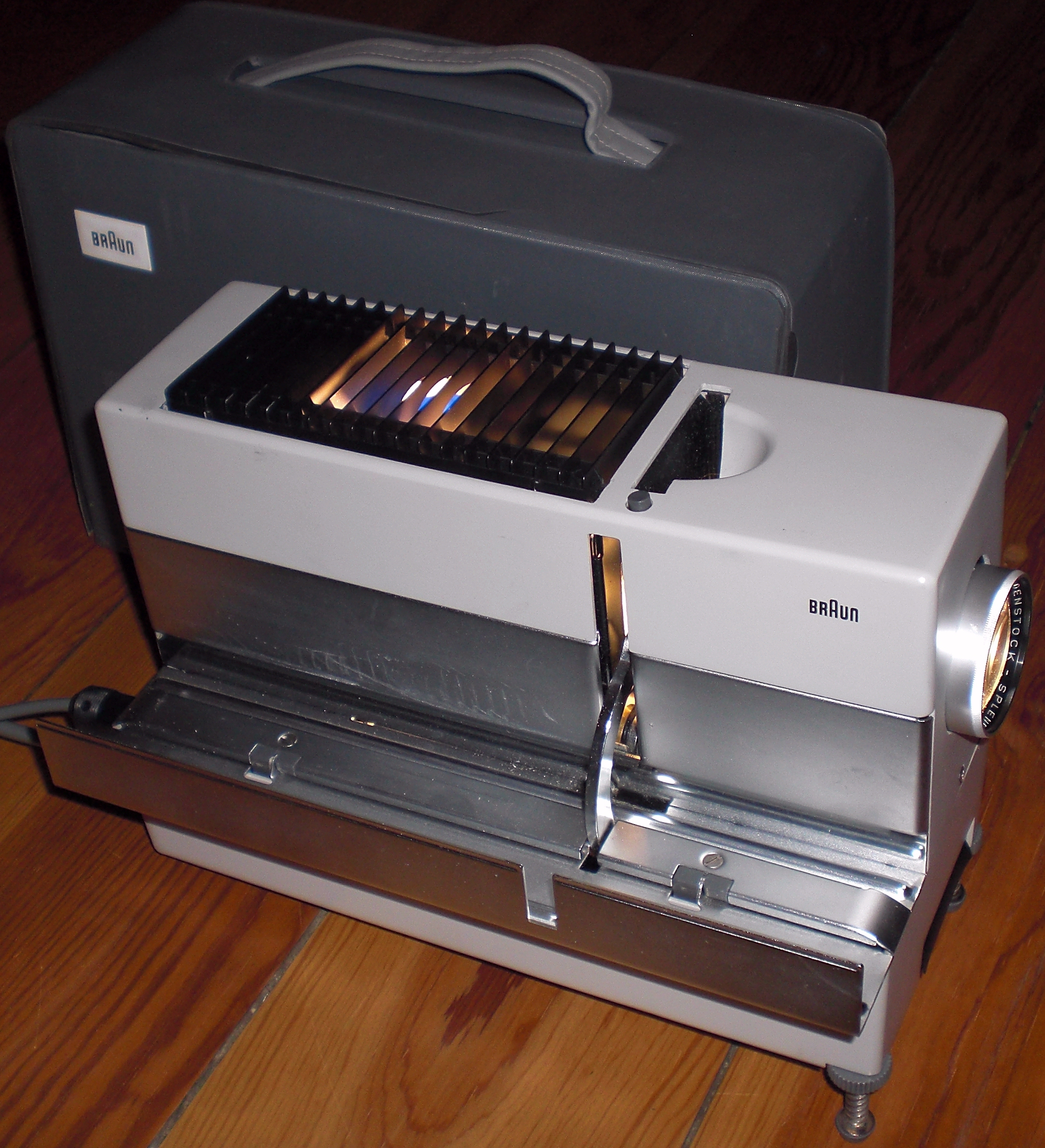
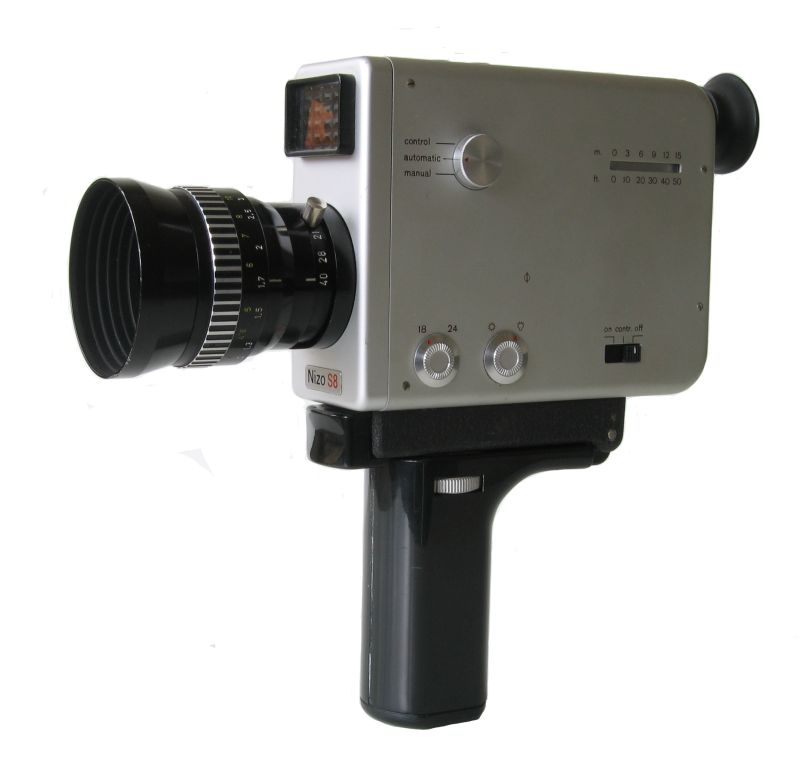
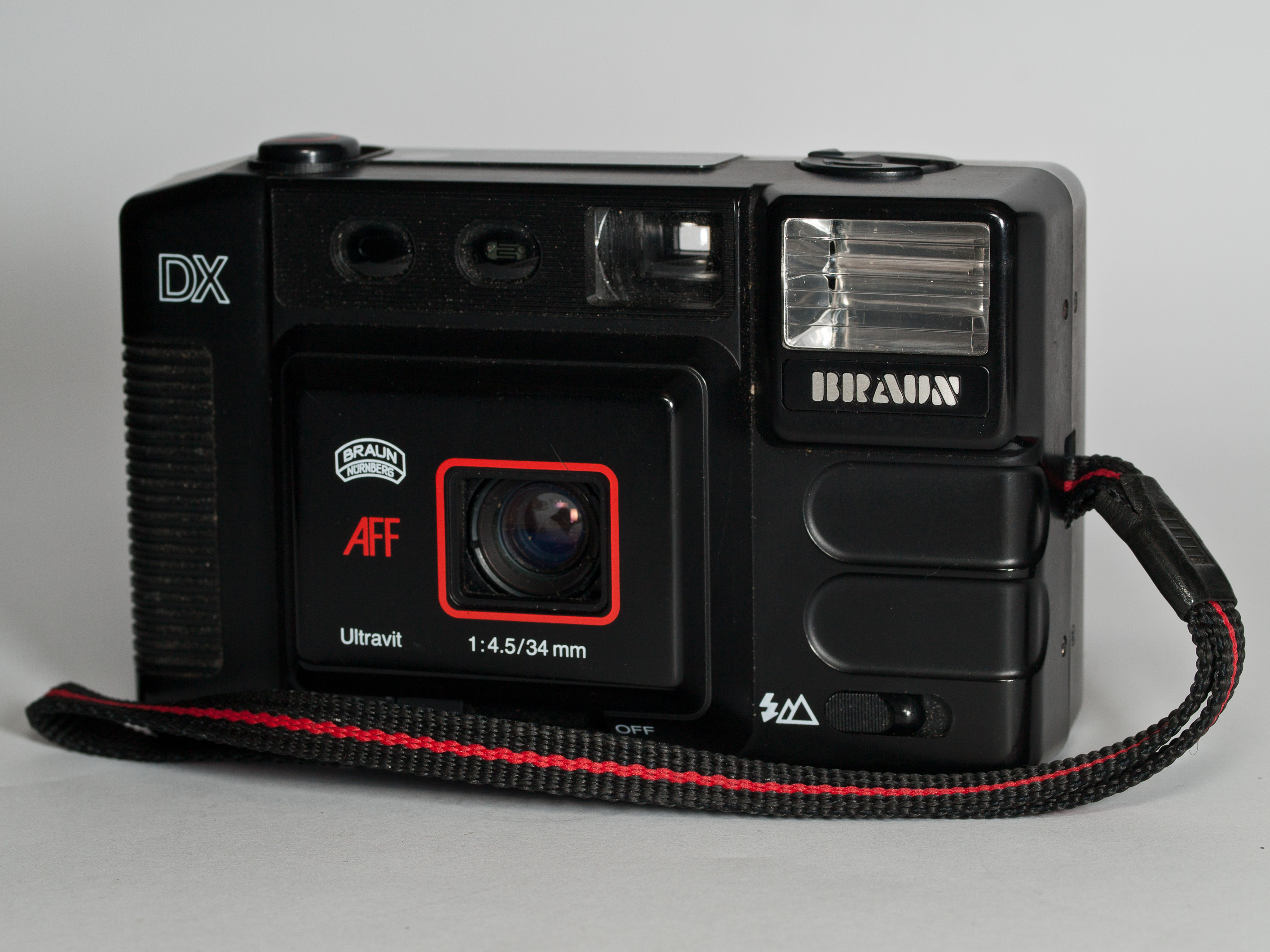
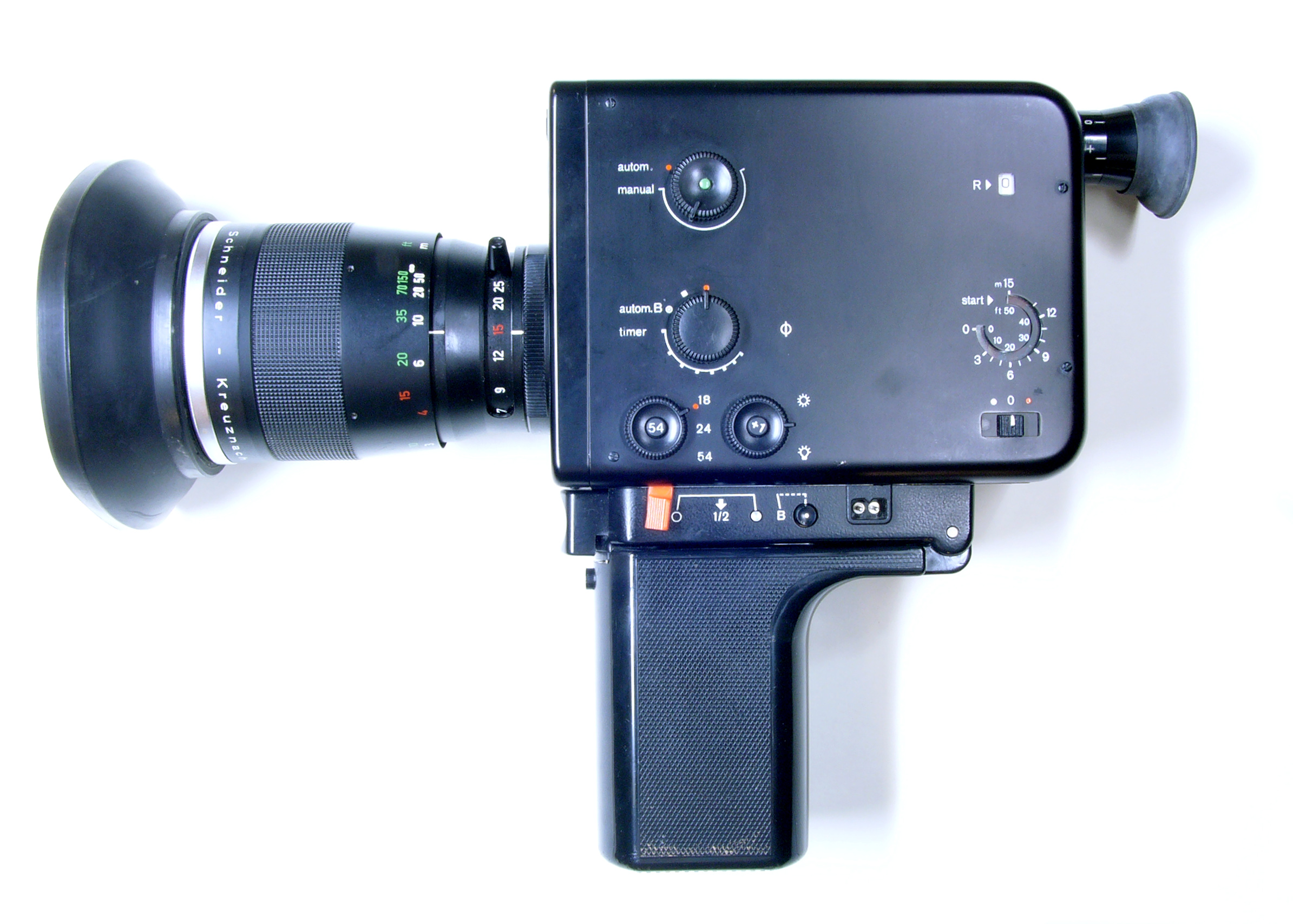
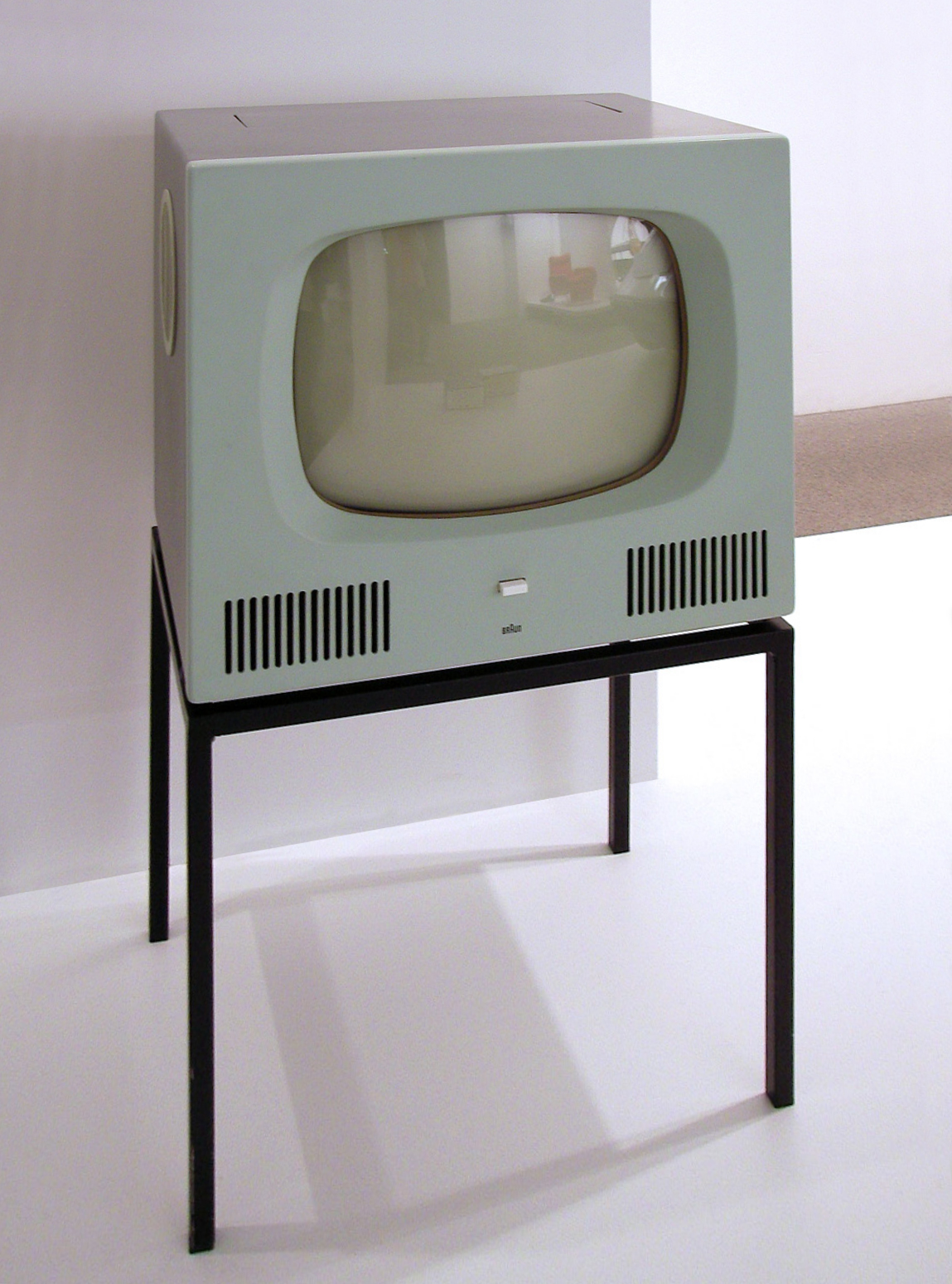
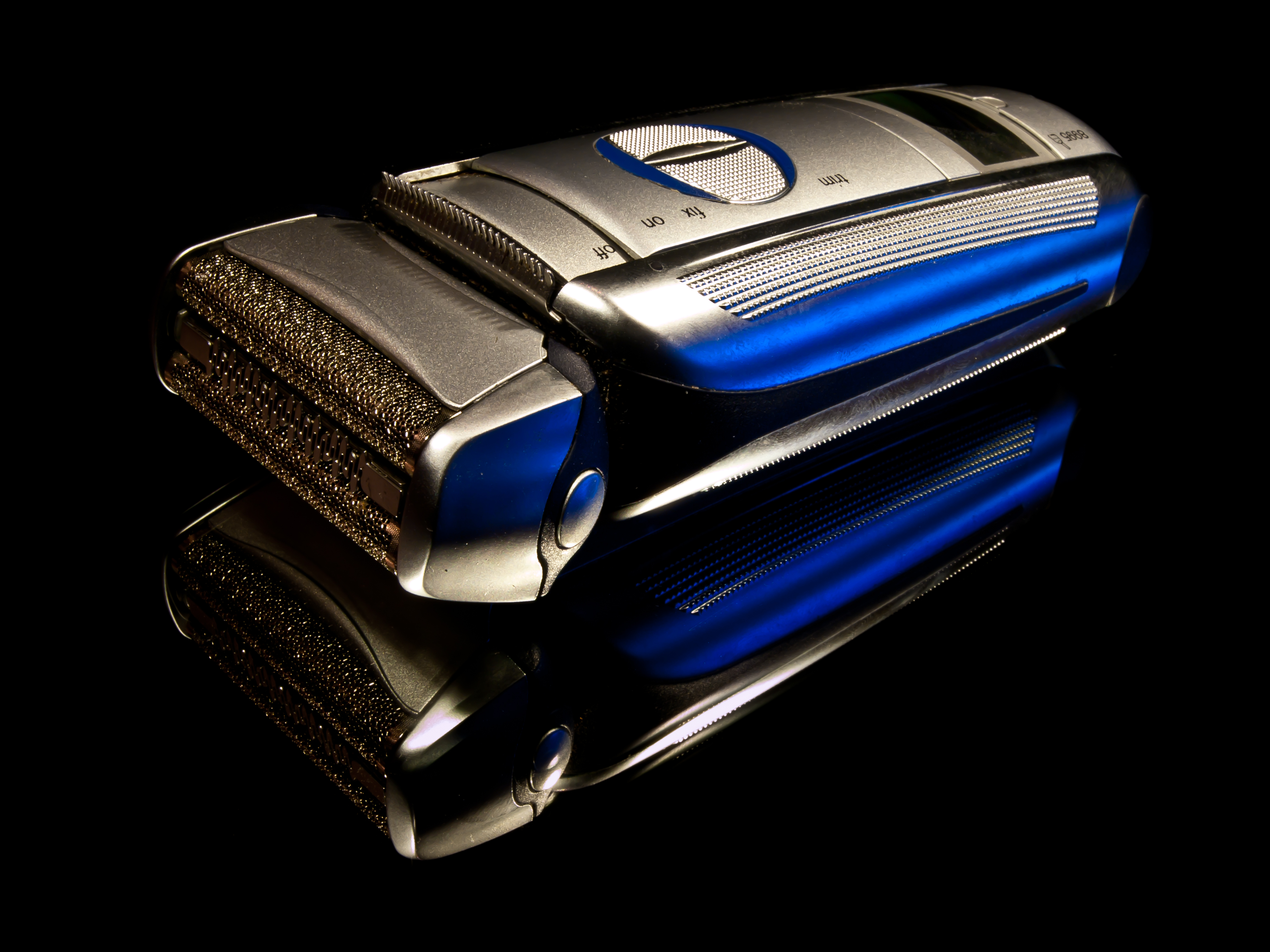
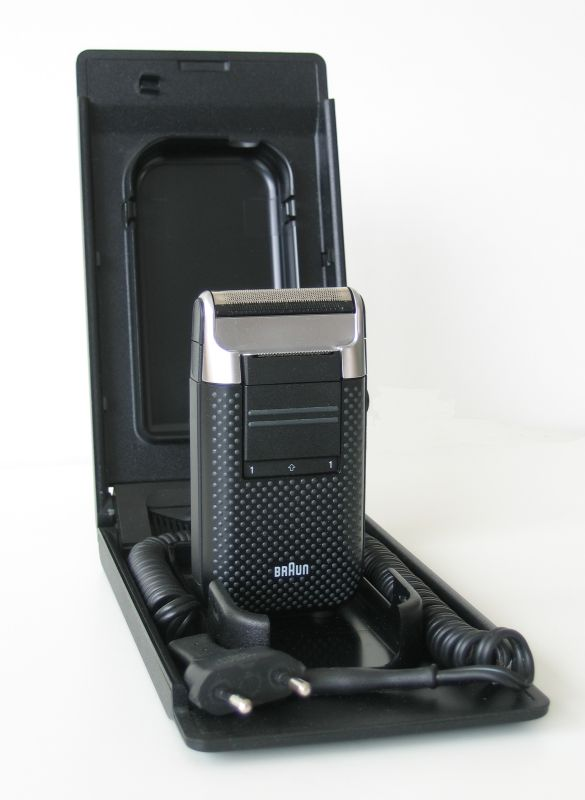
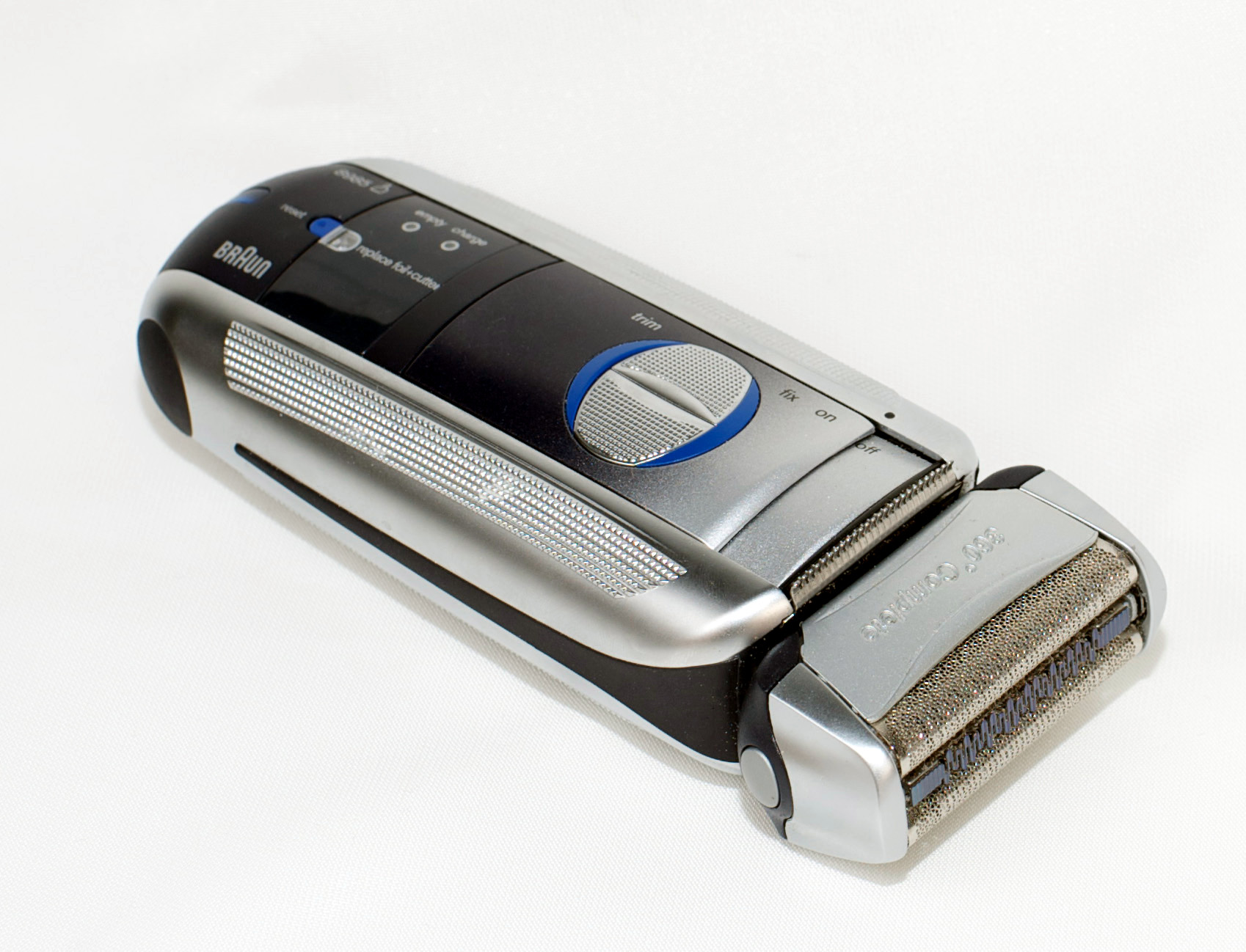
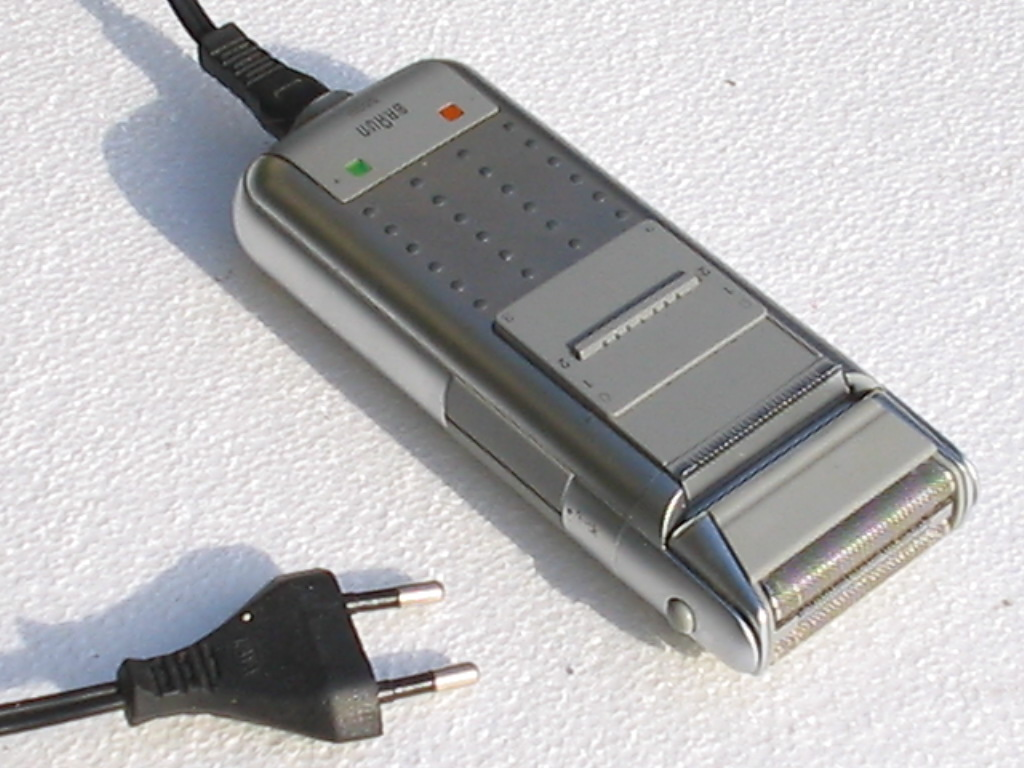
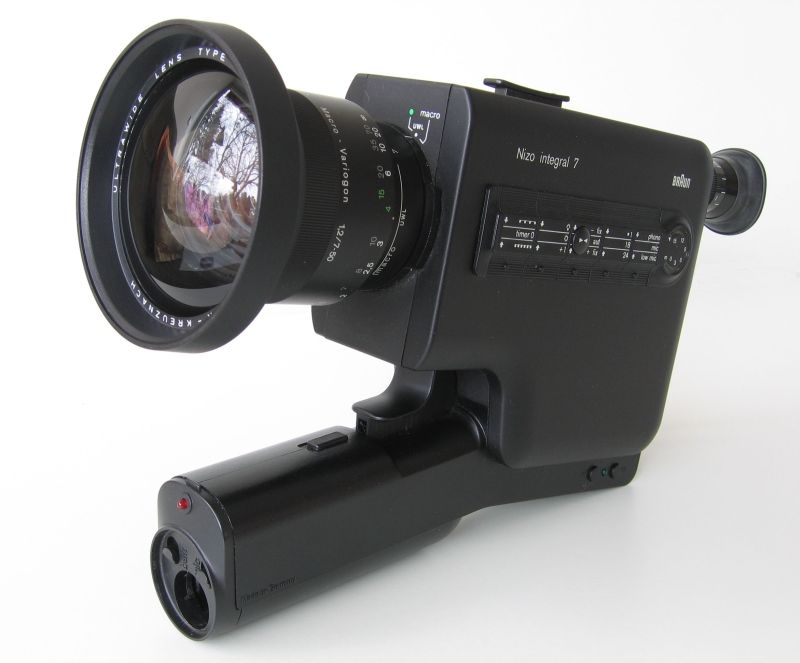
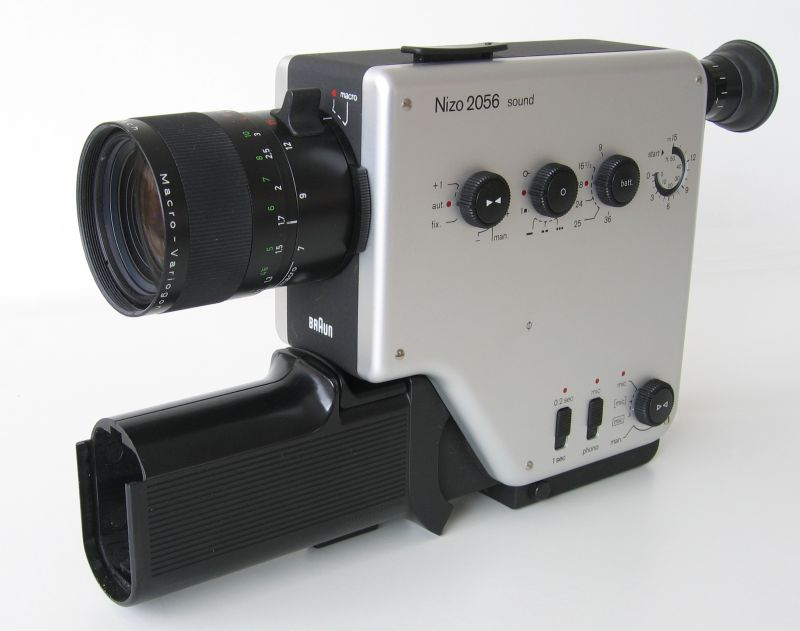
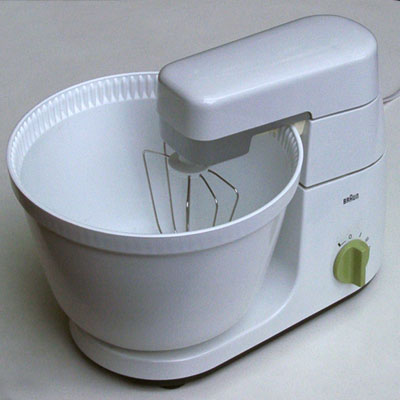